# Марица Рогић

Марица Рогић Дреновац (15. децембар 1948)је бивша српска и југословенска рукометашица из Суботице. Са репрезентацијом Југославијом освојила је сребрну медаљу на Светском првенству 1971. године у Холандији. Играла је за Спартак из Суботице и београдски Раднички. Добитник је националног признања Републике Србије.